# Сикьятки

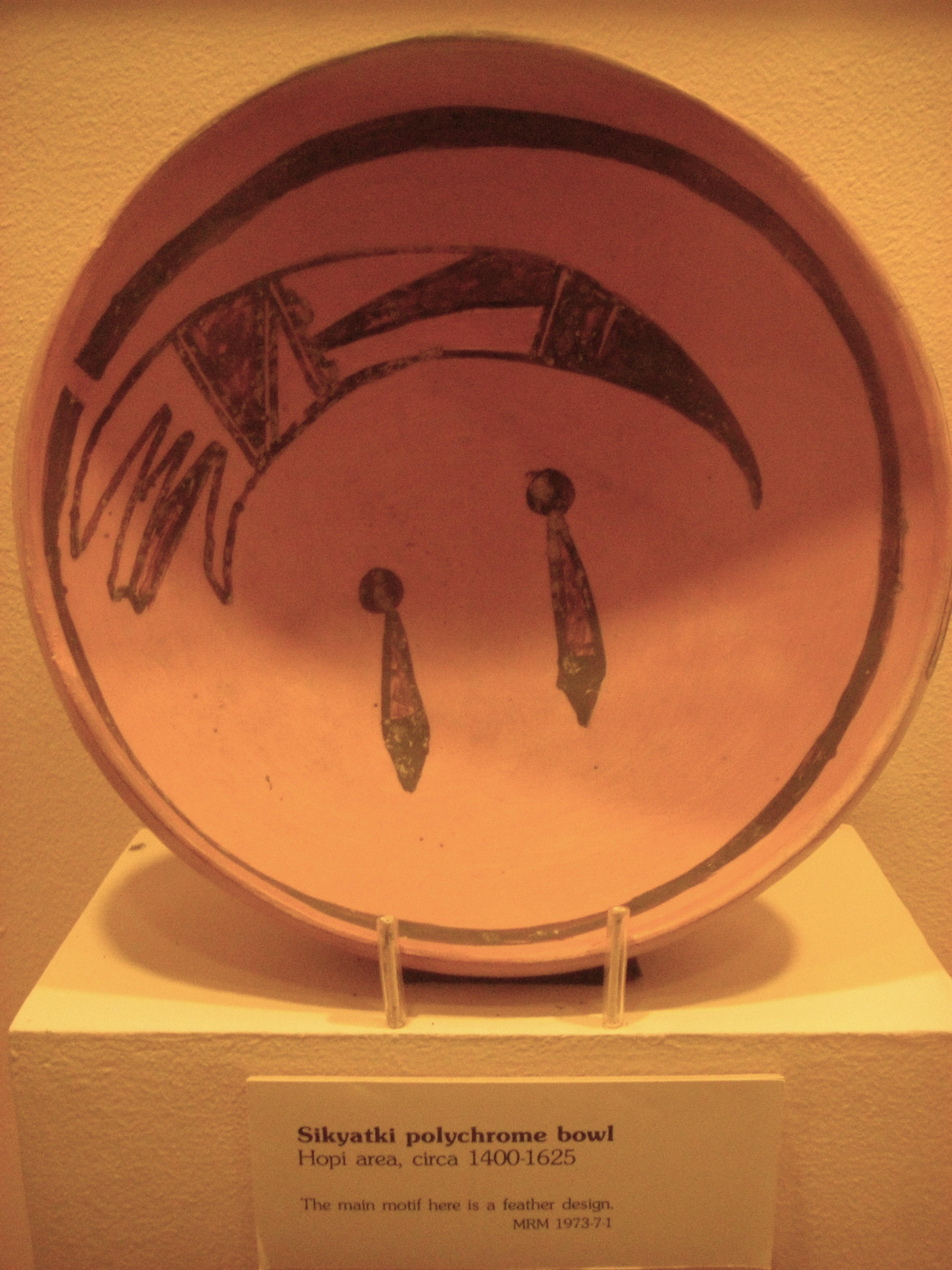
Чаша из Сикьятки, около 1400—1625 гг. н. э.

Сикьятки, на языке хопи — Sikyátki, букв. «жёлтый дом» — археологический памятник и бывшее поселение индейцев хопи, занимавшее площадь от 40 до 60 тыс. м² на восточной оконечности Первой Месы, ныне округ Навахо, штат Аризона. Здесь в 14-17 вв. обитал клан Кокоп племени хопи.
Систематические раскопки Сикьятки осуществил в 1895 г. Джесси Уолтер Фьюкс (en:Jesse Walter Fewkes), возглавивший экспедицию Смитсоновского института. Во время раскопок были обнаружены хорошо сохранившиеся фрагменты керамики. Эта керамика вдохновила Нампейо, чей муж участвовал в экспедиции, на создание новых стилей индейской керамики.
Согласно устным преданиям хопи, Сикьятки был сожжён, а его население уничтожили обитатели соседнего селения Валпи. Поводом к войне стало то, что один из жителей Сикьятки отрезал голову сестре оскорбившего его мужчины из Валпи.